# Hotel Panorama we Wrocławiu
Hotel Panorama – hotel we Wrocławiu przy placu Dominikańskim, oddany do użytku w 1970, wyburzony w 1999. 

## Historia
Zaprojektowany przez Jerzego Liśniewicza i Henryka Jarosza. Hotel został otwarty 27 kwietnia 1970 roku. Mógł przyjąć jednorazowo 220 osób. Był pierwszym hotelem wybudowanym we Wrocławiu po wojnie i jednym z trzech, które wybudowano do przełomu politycznego w 1989 roku, obok hotelu Novotel i Hotelu Wrocław. Hotelowa restauracja zatrudniała najlepszych kucharzy w mieście, a specjalnością był boeuf Stroganow. W 1999 roku budynek przeszedł na własność niemieckiego koncernu ECE, w tym samym roku został rozebrany, a na jego miejscu zbudowano Galerię Dominikańską.

## Budynek hotelu
Hotel zawdzięcza swoją nazwę położonej nieopodal rotundzie Panoramy Racławickiej, choć w latach 70 była jeszcze nieczynna, otwarto ją w 1985 roku. Budynek liczył 7 kondygnacji. Na pierwszych dwóch mieściły się restauracja, kawiarnia i drink bar, na pozostałych pokoje jedno- i dwuosobowe i apartamenty. 